# نیواورلئان (فیلم)
«نیواورلئان» (انگلیسی: New Orleans (film)) فیلمی در ژانر موزیکال به کارگردانی آرتور لوبین است که در سال ۱۹۴۷ منتشر شد. از بازیگران آن می‌توان به آیرین ریچ، لویی آرمسترانگ، بروکس بندیکت و بیلی هالیدی اشاره کرد.